# Клан Інгліс
Клан Інгліс (шотл. - Clan Inglis) - один з кланів рівнинної частини Шотландії - Лоуленду. На сьогодні клан не має визнаного герольдами Шотландії та Лордом Лева вождя, тому в Шотландії цей клан, як і інші подібні йому клани, називається «кланом зброєносців».
Гасло клану: Nobilis Est Ira Leonis - Лев у гніві шляхетний (лат.)

## Історія клану Інгліс
Вважається, що назва клану інгліс походить від староанглійської мови і означає «англієць». Назва натякає, що клан має англо-саксонське походження. Перша згадка про клан Інгліс в історичних документах датується XII століттям. Згадується Річард Англікус в грамоті короля Шотландії Давида І щодо власності на землю абатства Мелроуз. 
У 1296 році, коли король Англії захопив Шотландію і змусив вождів Шотландських кланів присягнути йому на вірність були відомі землевласники Шотландії - Джон де Інгліс, Вальтер де Інгліс, Філіп де Інгліс. 
На початку XIV століття клан Інгліс живе в Дугласдейлі, Ланаркшир, біля володінь клану Дуглас. У той час на землю Дугласдейл часто здійснювали напади англійські рейдери і нещадно грабували ці землі. Клан Дуглас, інші клани Шотландського Прикордоння робили рейди на англійські землі і грабували їх. Це тривало століттями. Клан Інгліс робили послуги клану Дуглас щодо охорони кордону, будівництва замків, попередження про рейди ворогів. У нагороду за послуги клан Інгліс отримав землі, частину території місцевої церкви Святої Брігіди, що належала Дугласам. І досі можна побачити герб вождів клану Інгліс на південному трансепті церкви. 
В часи правління короля Шотландії Роберта II та Роберта III, в 1395 році, вождь клану Інгліс - сер Вільям Інгліс мав дуель з сером Томасом Страхерсом і вбив його. Як нагороду за цей вчинок, клан Інгліс отримав баронство королівською хартією у 1396 році. У той час клан Інгліс був васалом могутнього клану Дуглас. Тоді ж вожді клану Інгліс, підкреслюючи цей васалітет, внесли елементи герба вождів клану Дуглас у свій герб.  
Титул барона вожді клану Інгліс продали в 1707 році, коли вождем клану Інгліс був Чарльз Інгліс Крайгенд. Він був адвокатом з Единбургу, помер у 1743 році. 
Одна з гілок клану Інгліс жила в Краммонді, Единбург, придбала землі в єпископа Данкельда у 1624 році. 
У 1680 Джон Інгліс збудував Крамонд-хаус недалеко від палацу єпископа, і через деякий час, у 1687 році, сер Джеймс Інгліс отримав титул баронета Нової Шотландії. Син сера Джеймса пізніше очолив пошту Шотландії у 1725 році.
Чарльз Інгліс Краммонд (1731 - 1791) служив на флоті Великої Британії. Дослужився до контр-адмірала, брав участь у війнах з Іспанією та Францією. 
У 1817 році клан втратив титул баронета через відсутність спадкоємця чоловічої статі. Титул успадкувала леді Торфіхен, що була дочкою сера Джона Інгліса.
Ще були відомі люди з клану Інгліс: лейтенант сера Вільям Інгліс - брав участь у Війні на Півострові, Джон Інгліс - був генеральним лорд-суддею Шотландії в 1867 році. 
Елсі Інгліс була студенткою-медиком, навчалася в університетах Единбурга та Глазго тоді, коли дуже мало жінок були допущені до вищої освіти, тим паче в медицині. Вона заснувана пологовий будинок у Единбурзі, укомплектований виключно жінками, а в 1906 році заснувала суфражистський рух шотландських жінок. Вона заснувала три військові госпіталі, що були розміщенні в Сербії під час Першої світової війни.
Крамонд-хаус тепер належить Церкві Крамонд і досі в чудовому стані. Замок Крайгенд Мугдок довгий час належав клану Інгліс, але пізніше перейшов клану Буханан. 

## Відомі і видатні люди з клану Інгліс
- Генерал-лейтенант сер Вільям Інгліс (1764 - 1835) - відомий британський офіцер, видатний полководець, учасник французьких революційних і Наполеонівських війн, брав участь у важкій Війні на Півострові. Він був поранений кілька разів і прославився в боях, історичною стала його фраза: «Важко вмирає 57 полк, важко вмирає!» Він командував полком. коли лежав важко поранений на висоті під час битви під Албуера. Завдяки його командам і керівництву полк виграв битву. Хоча його рани на той час вважалися смертельними, він вижив, знову повернувся в армію через 2 роки і командував бригадою. Після війни Вільям Інгліс був посвячений у лицарі і служив на посаді губернатора, зокрема служив губернатором Корк. Помер на цій посаді у 1835 році.
- Джон Інгліс - лорд Гленкорс (1810 - 1891) - шотландський політик і суддя. Він був лорд-президентом верховного суду у 1867 - 1891 роках. Джон Інгліс народився в Единбурзі в серпні 1810 року. Навчався в університеті Глазго, потім в коледжі Балліола в Оксфорді. Він був прийнятий у товариство адвокатів в 1835 році, а в 1852 році він був призначений Генеральним прокурором у справах Шотландії, три місяці по тому стає лорд-адвокатом, цю посаду він обіймав з травня по грудень 1852 року. У березні 1858 року він знову на цій  посаді в другій адміністрації лорда Дербі, повертається до Палати громад як депутат парламенту від Стамфорда. Знову його перебування було недовгим - залишивши посаду в липні 1858 року, він став відповідальним секретарем по справах університетів Шотландії у 1858 році і в тому ж році він став лордом юстиції - лордом Гленкорс. У 1867 році він був призначений генеральним лорд-суддею Шотландії та лорд-президентом верховного суду. Він став таємним радником у 1859 році, і отримав наукове звання доктор цивільного права в Оксфордському університеті в 1859 році. Крім юридичної служби він займався громадською роботою у справах вищої освіти в Шотландії. У 1869 році він був обраний канцлером Університету Единбургу, будучи вже ректором університету Абердіна в 1857 році і ректором університету в Глазго в 1865 році. Він помер у серпні 1891 року. Він був президентом Шотландського товариства текстів і опублікував свої історичні дослідження в 1863 році.
- Елсі Інгліс (1864 - 1917) - шотландська лікарка і борець за рівноправність жінок. Вона народилася в Індії і отримав вищу освіту. Вона вивчала медицину в Единбурзькому університеті у школі медицини для жінок. Потім заснувала власний медичний коледж. Завершила своє навчання в Королівській лікарні в Глазго. Після отримання кваліфікації вона була вражена стандартами медичної допомоги і відсутністю спеціалізації щодо лікування пацієнтів жіночої статі. Коли повернулася до Единбурга в 1894 році, вона створила медичну практику з Джессі МакГрегор, однокурсницею, а також відкрила пологовий будинок для бідних жінок, що був попередником лікарні Елсі Інгліс Меморіал. Вона була консультантом в лікарні Брунтсфілд для жінок і дітей. Її невдоволення стандартами медичної допомоги, доступності медичної допомоги для жінок підштовхнуло її до політичної активності. Вона відіграла важливу роль в шотландській федерації жінок товариства за виборчі права. Під час першої світової війни вона зіграла важливу роль у створенні Шотландського жіночого лікарського комітету закордонних служб, організації, що фінансувалася жіночим рухом суфражисток з експрес метою надання лікарської допомоги британській армії та арміям союзників. Організація брала активну участь у відправці команд до Франції, Сербії та Росії. Вона сама пішла з командою в Сербію, де її присутність і робота поліпшили гігієну госпіталів, сприяли зменшенню випадків тифу та інших інфекційних захворювань, що часто траплялись на фронтах. У 1915 році вона була захоплена в полон, потім репатрійована, після повернення додому, вона почала організовувати збір коштів для шотландської жіночої лікарської команди в Росію. Вона очолювала цю команду, доїхала до Одеси (Україна) в 1916 році, але була на службі лише рік, була змушена повернутися до Великої Британії, бо захворіла на рак. Вона померла 26 листопада 1917 року - наступного дня після повернення в Ньюкасл-апон-Тайн. Її відспівували в церкві Св. Гіла в Единбурзі 29 листопада. Вінстон Черчилль сказав щодо Елсі Інгліс та її сестер милосердя, що "вони будуть сяяти в історії".